# Klaus an der Pyhrnbahn
Klaus an der Pyhrnbahn è un comune austriaco di 1 079 abitanti nel distretto di Kirchdorf an der Krems, in Alta Austria.